# Châu Điền
Châu Điền là một xã cũ thuộc huyện Cầu Kè, tỉnh Trà Vinh, Việt Nam.

## Địa lý
Xã Châu Điền có vị trí địa lý:
- Phía đông giáp huyện Càng Long
- Phía tây giáp xã Hòa Tân và thị trấn Cầu Kè
- Phía nam giáp các xã Phong Thạnh, Phong Phú, Ninh Thới
- Phía bắc giáp xã Hòa Ân và xã Thông Hòa.

Xã Châu Điền có diện tích 30,84 km², dân số năm 2019 là 10.139 người, mật độ dân số đạt 329 người/km².

## Hành chính
Xã Châu Điền được chia thành 8 ấp: Châu Hưng, Ô Mịch, Ô Rồm, Ô Tưng A, Ô Tưng B, Rùm Sóc, Trà Bồn, Xóm Lớn.